# Kälteverbrennung
Die Kälteverbrennung ist eine Sonderform der Erfrierung, bei der extreme Kälte binnen Sekunden lokale, verbrennungsartige Schäden an den betroffenen Körperteilen verursacht. Während der Begriff unter Chemikern seit langer Zeit fest etabliert ist,:13:4 findet sich in der Medizin keine einheitliche Bezeichnung für diese Form der Schädigung des Gewebes.

## Ätiopathogenese
Eine Kälteverbrennung entsteht, wenn der Körper in plötzlichen, kurzen Kontakt mit extrem kalten Substanzen wie Trockeneis, flüssigem Propan, flüssigem Stickstoff oder sehr stark gekühlten Gegenständen wie mangelhaft isolierten Transportbehältern der vorgenannten kommt. Flüssiges Propan beispielsweise verursacht bereits innerhalb von zehn Sekunden eine Abkühlung ungeschützter Haut um 90 Kelvin. Durch die rasche Erwärmung nach Austritt aus dem Transportgefäß dehnen sich die unter hohem Druck verflüssigten Gase schlagartig aus und verdampfen, wobei sie Teile des Gewebswassers mit sich reißen. Die daraus resultierenden Schäden am Gewebe entsprechen in etwa den Folgen einer schweren Verbrennung. Bereits nach wenigen Sekunden zeigen sich scharf abgegrenzte, blasse und trockene Areale mit Blasenbildung auf der Haut exakt dort, wo es zum Kontakt mit der schädigenden Substanz kam. Innerhalb dieser Bereiche sind sämtliche Hautschichten abgestorben und trocken miteinander verklebt (Koagulationsnekrose). In sehr schweren Fällen können auch tiefer liegende Gewebsschichten mit betroffen sein.
Im Unterschied zu einer Verbrennung durch Hitzeeinwirkung entsteht bei einer Kälteverbrennung keine Übergangszone mit minder schwer geschädigtem Gewebe, welches sich wieder erholen könnte; es werden keine Toxine gebildet, und die Wunde verändert sich im zeitlichen Verlauf auch nicht wesentlich. Eine klassische Erfrierung wiederum unterscheidet sich von einer Kälteverbrennung unter anderem durch einen sehr viel langsameren, phasenweisen Verlauf der Abkühlung: Bei −2 °C kommt es zunächst zu einer vollständigen Kristallisation, ehe sich die Temperatur des Gewebes der Umgebung angleicht. Der Schädigungsmechanismus und die therapeutische Versorgung unterscheiden sich ebenfalls deutlich.

## Therapie
Der Kontakt mit der schädigenden Substanz wird unverzüglich unterbunden. Da die Haut bereits nach wenigen Sekunden komplett abgestorben ist und die Wunde sich auch unbehandelt nicht weiter ausdehnt, wird eine Erwärmung im Wasserbad nicht mehr empfohlen. Die initiale Behandlung beschränkt sich auf steriles Abdecken der Wundfläche, die Gabe von Schmerzmitteln und eine allgemeine Schocktherapie, sofern notwendig. Zusätzliche Heparininfusion wirken der Bildung von Mikrothrombosen entgegen. Eine anschließende chirurgische Versorgung ist meist unerlässlich: Das unter der Haut liegende Gewebe schwillt infolge der traumatischen Einwirkung an, kann sich aber aufgrund der fehlenden Elastizität der abgestorbenen Haut nicht weit genug ausdehnen. Dies führt zu einer starken Druckerhöhung im Gewebe, was die Durchblutung behindert, da die Gefäße zusammengequetscht werden (Kompartmentsyndrom). Um dieser Entwicklung entgegenzuwirken, wird die Haut escharotomiert (in langen Längsschnitten durchtrennt). Wenn die Schwellung wieder zurückgegangen ist, werden nekrotisierte Areale abgetragen und die Hautdefekte mit Spalthauttransplantaten gedeckt. Der weitere Heilungsverlauf wird durch das Tragen von Kompressionskleidung und physiotherapeutische Maßnahmen unterstützt. Bei schweren Schäden im Gliedmaßenbereich kann eine Amputation notwendig sein.